# Anastrozol
Anastrozol (obchodní název Arimidex, který vyrábí firma AstraZeneca nebo v polských lékárnách Atrozol) je látka, kterou řadíme do skupiny inhibitorů aromatázy (potlačují vznik estrogenů v těle). V medicíně je nejčastěji užíván při boji proti šíření rakoviny prsu.

## Mechanismus účinku
Anastrozol potlačuje činnost enzymu aromatázy, který je zodpovědný za přeměnu mužských androgenů v estrogeny.

## Vedlejší účinky
Radikální snížení hladiny estrogenů v krvi může mít za následek zvýšení tzv. špatného cholesterolu a snížení imunity.